# Gymnosporangium hyalinum
Gymnosporangium hyalinum är en svampart som beskrevs av F. Kern ex Cummins 1956. Gymnosporangium hyalinum ingår i släktet Gymnosporangium och familjen Pucciniaceae.   Inga underarter finns listade i Catalogue of Life.